# Conny Pohlers
Conny Pohlers (Halle, 16 novembre 1978) è un'ex calciatrice tedesca, di ruolo attaccante. Medaglia di bronzo in due edizioni dei giochi olimpici estivi (Atene 2004 e Pechino 2008) con la nazionale tedesca di calcio femminile. Con la nazionale tedesca ha vinto il campionato mondiale 2003 e il campionato europeo 2005. Capocannoniere di tre edizioni della Frauen-Bundesliga e di due edizioni della UEFA Women's Cup.

## Carriera

### Club
Dopo aver fatto parte delle giovanili del FSV 67 Halle, squadra della sua città, nel 1994 Conny Pohlers passò al Turbine Potsdam, con cui ha esordito in Frauen-Bundesliga. A parte una breve parentesi nel TuS Niederkirchen nel 1997, ha giocato con la maglia del Turbine Potsdam fino al 2007. In tredici stagioni con il Turbine Potsdam ha vinto la Frauen-Bundesliga in due edizioni e per due volte è risultata capocannoniere del campionato. Sempre con il Turbine Potsdam ha vinto la UEFA Women's Cup 2004-2005, della quale è stata anche capocannoniere del torneo, e risultando decisiva con le sue reti sia in semifinale sia in finale.
Nel 2007 Conny Pohlers si trasferì all'1. FFC Francoforte. Alla prima stagione nella nuova squadra vinse la Frauen-Bundesliga, la DFB-Pokal der Frauen e la UEFA Women's Cup, risultando anche in quest caso decisiva con le sue reti nella finale. Con l'1. FFC Francoforte disputò altre tre stagioni, conquistando il titolo di capocannoniere della Frauen-Bundesliga al termine della stagione 2010-2011.
Nel 2011 cambiò casacca, trasferendosi al Wolfsburg. Nelle tre stagioni disputate con la maglia del Wolfsburg Conny Pohlers vinse due Frauen-Bundesliga e due UEFA Women's Champions League, risultando così la prima calciatrice a vincere la UEFA Champions League con tre squadre differenti. Inoltre, con la vittoria della UEFA Women's Champions League 2013-2014 Conny Pohlers divenne la prima calciatrice a vincere quattro edizioni del torneo e, ritirandosi al termine della stagione 2013-2014, la calciatrice con il maggior numero di reti realizzate nella UEFA Women's Champions League (48). Nel giugno 2013 ebbe una breve esperienza con il Washington Spirit nella National Women's Soccer League, dieci anni dopo un'altra breve esperienza con l'Atlanta Beat.
Conny Pohlers si ritirò dal calcio giocato al termine della stagione 2013-2014. Al marzo 2017 Conny Pohlers è al terzo posto nella classifica delle migliori marcatrici della Frauen-Bundesliga con 187 reti realizzate, di cui 8 su rigore.

### Nazionale
Conny Pohlers ha esordito nella nazionale della Germania il 10 maggio 2011 contro l'Italia. Con la maglia della nazionale tedesca ha disputato 67 partite e ha realizzato 28 reti. Ha vinto un campionato mondiale nel 2003, segnando una rete nella fase a gironi, e un campionato europeo nel 2005, segnando tre reti. Con la nazionale tedesca ha anche vinto la medaglia di bronzo in due diverse edizioni dei giochi olimpici estivi (Atene 2004 e Pechino 2008).

## Palmarès

### Club

#### Competizioni nazionali
- Campionato tedesco: 5

Turbine Potsdam: 2003-2004, 2005-2006
1. FFC Francoforte: 2007-2008
Wolfsburg: 2012-2013, 2013-2014
- Coppa di Germania: 6

Turbine Potsdam: 2003-2004, 2004-2005, 2005-2006
1. FFC Francoforte: 2007-2008, 2010-2011
Wolfsburg: 2011-2012

#### Competizioni internazionali
- UEFA Women's Champions League: 4

Turbine Potsdam: 2004-2005
1. FFC Francoforte: 2007-2008
Wolfsburg: 2012-2013, 2013-2014

### Nazionale
- Campionato mondiale femminile di calcio: 1

USA 2003
- Campionato europeo femminile di calcio: 1

Inghilterra 2005
- Bronzo olimpico: 2

Atene 2004, Pechino 2008
- Algarve Cup: 1

2006

### Individuale
- Capocannoniere UEFA Women's Cup: 2

2004-2005, 2005-2006
- Capocannoniere Frauen-Bundesliga: 3

2001-2002, 2005-2006, 2010-2011